# 1907 w nauce

## Urodzili się
- 12 stycznia – Siergiej Korolow, radziecki inżynier mechanik, konstruktor rakiet i statków kosmicznych, ojciec radzieckiej kosmonautyki (zm. 1966)
- 1 lutego – Melba Phillips, amerykańska fizyk i nauczycielka akademicka (zm. 2004)
- 15 kwietnia – Nikolaas Tinbergen, holenderski zoolog, etolog. (zm. 1988)
- 28 maja – Władysław Midowicz, polski geograf i meteorolog, działacz turystyczny i krajoznawczy, z zamiłowania turysta górski (zm. 1993)
- 25 czerwca – Johanes Daniel Jensen, niemiecki fizyk jądrowy, laureat Nagrody Nobla w 1963 roku. (zm. 1973)
- 28 czerwca – Paul-Émile Victor, francuski etnolog, badacz polarny, podróżnik i pisarz (zm. 1995)
- 14 sierpnia – Boris Ananjew, rosyjski psycholog i pedagog (zm. 1972)
- 3 listopada – Hubert Kessler, węgierski geograf, geolog, hydrolog krasu, speleolog (zm. 1994)
- 26 listopada – Ruth Patrick, amerykańska botanik (zm. 2013)

## Zmarli
- 25 stycznia – Michał Kirkor, doktor medycyny, taternik (ur. 1871)
- 2 lutego – Dmitrij Mendelejew, rosyjski chemik, twórca układu okresowego pierwiastków (ur. 1834)
- 16 lutego – Giosuè Carducci, włoski poeta, laureat Nagrody Nobla (ur. 1835)
- 22 listopada – Asaph Hall, astronom amerykański, odkrywca księżyców Marsa (ur. 1829)
- 17 grudnia – Lord Kelvin, brytyjski matematyk i fizyk (ur. 1824)

## Nauki przyrodnicze i ścisłe

### Chemia
- wynalezienie bakelitu

### Fizyka
- odkrycie zjawiska Cottona-Moutona

### Matematyka
- udowodnienie twierdzenia Koebego-Bieberbacha

## Nagrody Nobla
- Fizyka – Albert Abraham Michelson
- Chemia – Eduard Buchner
- Medycyna – Charles Louis Alphonse Laveran